# Klenovec Humski
Klenovec Humski es una localidad de Croacia en el municipio de Hum na Sutli, condado de Krapina-Zagorje.

## Geografía
Se encuentra a una altitud de 311 m s. n. m. a 74,9 km de la capital nacional, Zagreb.

## Demografía
En el censo 2011, el total de población de la localidad fue de 394 habitantes.